# Kirchheim bei München
Kirchheim bei München település Németországban, azon belül Bajorországban. Lakosainak száma 13 094 fő (2023. december 31.). Kirchheim bei München Feldkirchen és Aschheim községekkel határos.

## A település részei
- Hausen
- Heimstetten
- Kirchheim

## Népesség
A település népessége az elmúlt években az alábbi módon változott:
| Lakosok száma | 253  | 375  | 538  | 2701 | 11 146 | 12 323 | 12 454 | 12 981 | 12 806 | 13 094 |
|               | 1840 | 1900 | 1950 | 1975 | 1987   | 2000   | 2011   | 2015   | 2019   | 2023   |